# Nyeds kyrka
Nyeds kyrka är en kyrkobyggnad i Nyed i Karlstads stift. Den är församlingskyrka i Alster-Nyedsbygdens församling. Kyrkan ligger i södra delen av samhället Molkom i Karlstads kommun.

## Kyrkobyggnaden
Nuvarande kyrka hade två föregångare av trä som brann ned efter blixtnedslag. Den första träkyrkan uppfördes troligen vid slutet av 1500-talet och brann ned den 10 juli 1643. Därefter uppfördes andra träkyrkan, som fick ett kyrktorn år 1682. Natten mellan den 29 och 30 juni 1702 brann även denna kyrka ned. Den nuvarande korskyrka av trä uppfördes 1703–1706 under ledning av byggmästare Måns Rank, Filipstad och invigdes den 12 juni 1706.
Kyrkan har en stomme av liggtimmer och består av långhus med tresidigt kor i öster. Korsarmar sträcker sig ut åt norr och söder. Västra kortsidan och södra korsarmen har varsitt vidbyggt vapenhus. Ytterväggarna är klädda med rödmålade spån. Taket täcks av tjärade, kluvna takspån.
Kyrkorummet har innertak med brädvalv. I kyrkorummet finns tre läktare.

## Inventarier
- Dopfunten av trä med sexkantig korg är från 1700-talet.
- Altaruppsatsen i provinsiell barock är tillverkad 1717.
- Predikstolen är tillverkad av Börje Löfman och målad 1721.

### Orglar
- En kororgel, som tillverkades 1707 av Elias Wittig, Göteborg, är placerad på höger sida i koret. Den byggdes åt en tullkontrollören Lars Bergsten i Göteborg och sattes upp i kyrkan först 1725.[1] Den såldes till Molkoms skola 1881, efter att läktarorgeln anskaffats, för att därefter skänkas till Nordiska museet 1897. Den restaurerades 1959 av orgelbyggarna Bröderna Moberg och har därefter varit deponerad i Nyeds kyrka. Församlingen bekostade restaureringen med medel som donerats. Instrumentet har sex stämmor.[2] Orgeln är mekanisk och har oliksvävande temperering.

| Manual        |
| Gedackt 8'    |
| Principal 4'  |
| Flöjt 4'      |
| Kvintadena 4' |
| Oktava 2'     |
| Kvinta 1 1/3' |

#### Läktarorgeln
- 1881/1882 byggdes en orgel av Setterquist & son, Örebro med 10 stämmor.

- Den nuvarande orgeln byggdes 1927 av E A Setterquist & Son, Örebro och är en pneumatisk orgel. Den har fria och fasta kombinationer. Orgeln utökades 1955.

| Manual I            | Manual II       | Pedal      | Koppel    |
| Borduna 16´         | Rörflöjt 8´     | Subbas 16´ | I/P       |
| Principal 8´        | Salicional 8'   | Borduna 8´ | II/P      |
| Flûte harmonique 8´ | Voix celeste 8´ | Basun 16´  | II/I      |
| Gedackt 8´          | Principal 4'    |            | I 4'/I    |
| Oktava 4'           | Ekoflöjt 4'     |            | II 16'/II |
| Kvinta 2 2/3'       | Nasard 2 2/3'   |            |           |
| Oktava 2'           | Waldflöjt 2'    |            |           |
| Sifflöjt 1'         | Krumhorn 8'     |            |           |
| Mixtur 3-4 chor     | Tremulant       |            |           |

#### Diskografi
- Orgelklenoder i Nyed, Sundals Ryr och Eskilsäter / Torén, Marcus, orgel. Nosag Records Nosag CD 132. 2007. - Inspelat 2006 på kororgeln.

## Bilder

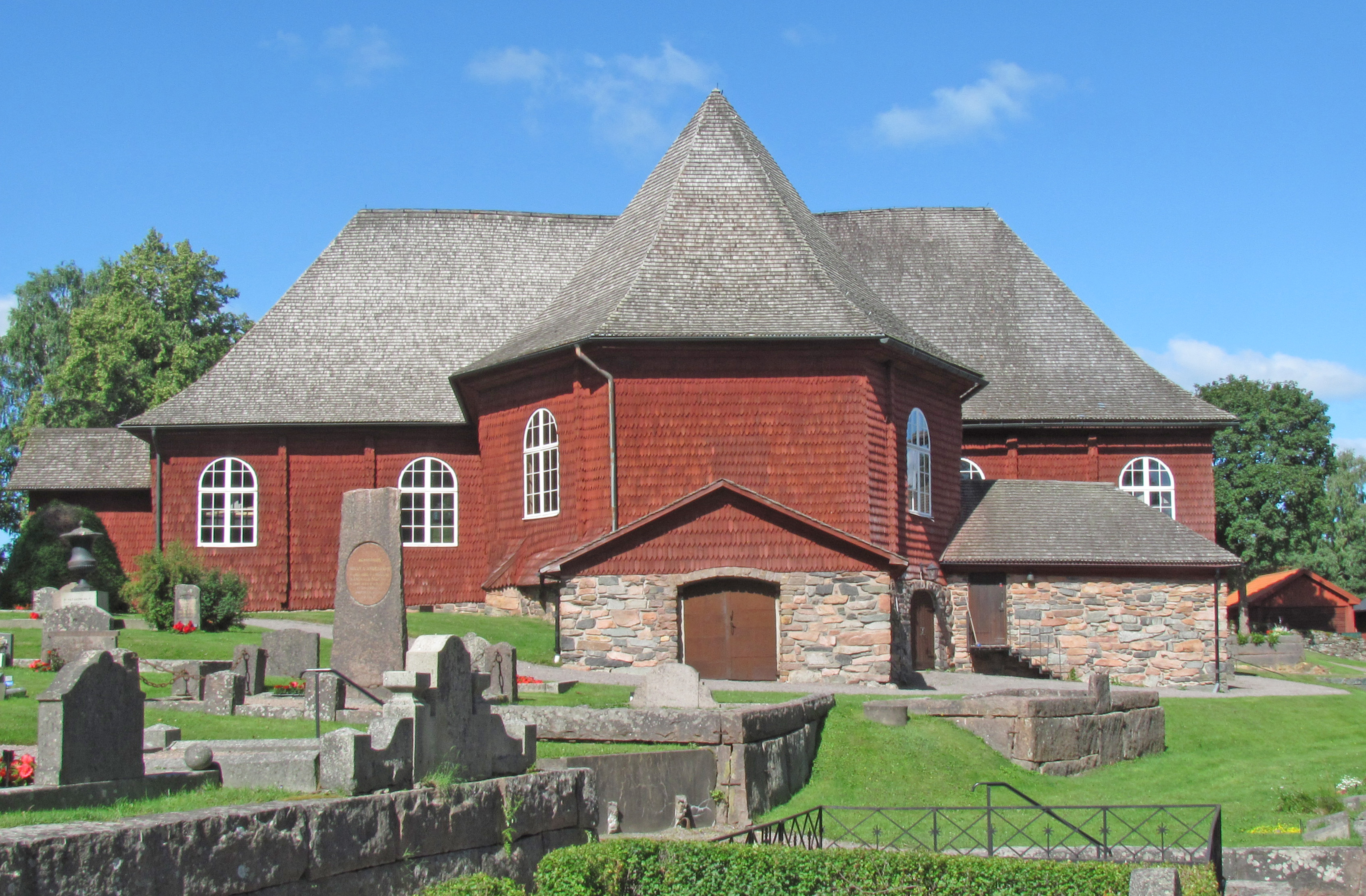
Nyeds kyrka från öster
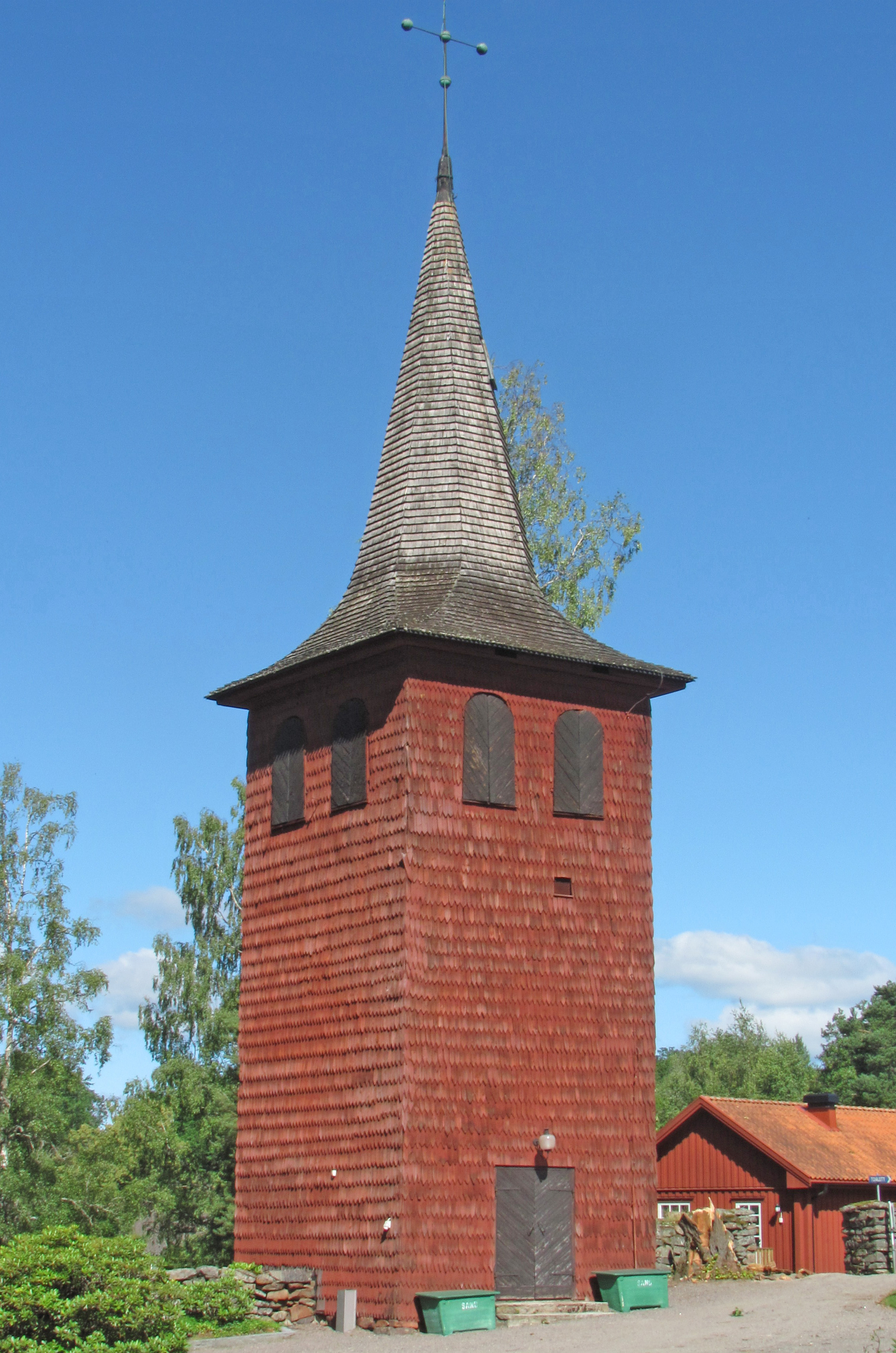
Klockstapeln
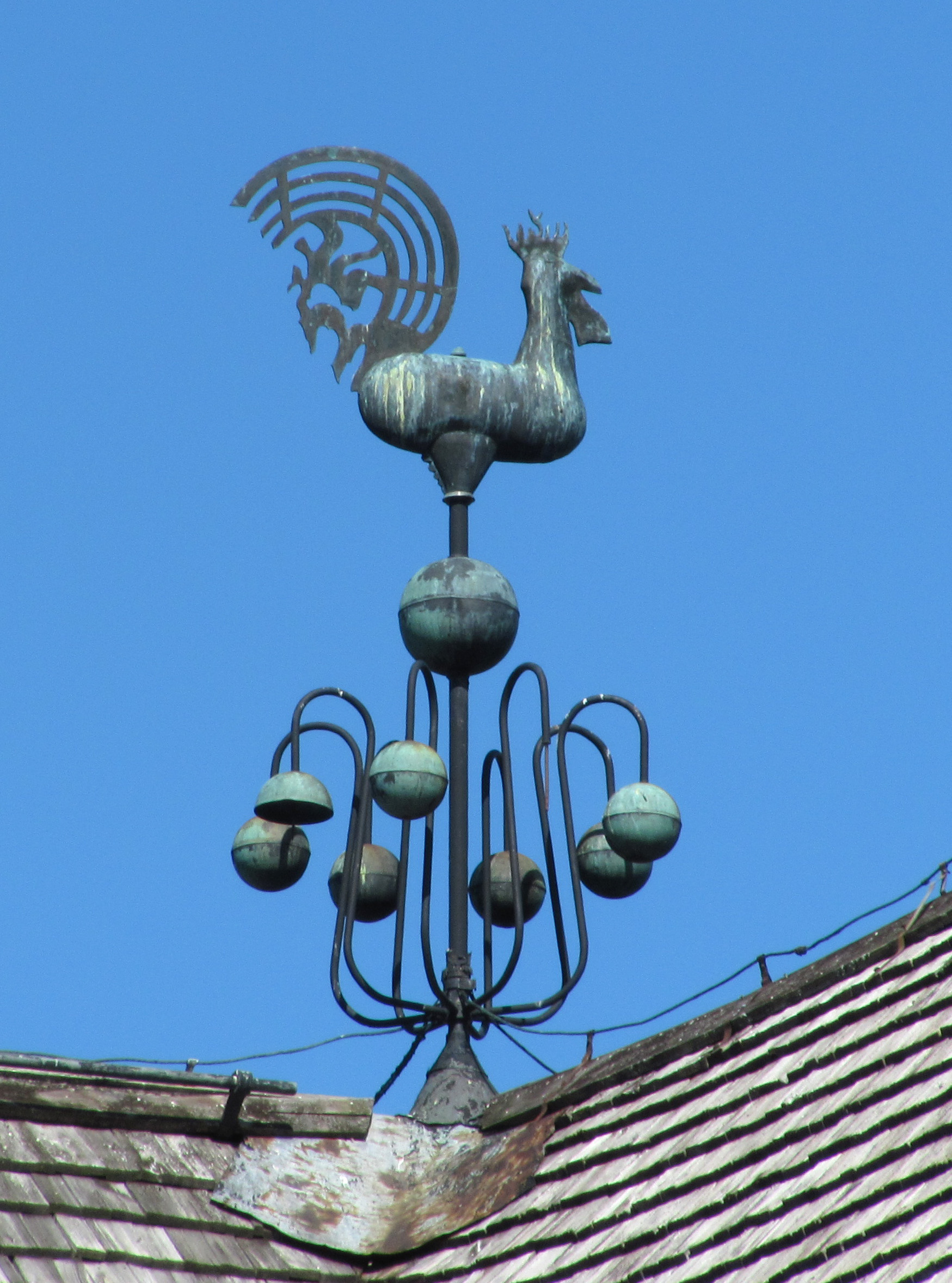
Kyrktuppen